# Betty Wright
Betty Wright, nacida Bessi Regina Norris (Miami, Florida, 21 de diciembre de 1953 -ibid., 10 de mayo de 2020) fue una cantante estadounidense de soul y r&b. Considerada como uno de los máximos exponentes del panorama musical del soul en Miami durante la década de los años 1970 y principio de los años 1980.

## Biografía
Nació el 21 de diciembre de 1953 en Miami (Florida). Comenzó su carrera como cantante en el grupo góspel formado por los miembros de su familia, The Echoes of Joy. Con tan sólo 13 años empezó a aparecer en grabaciones de otros artistas como corista y dos años más tarde lanzó su primer sencillo en solitario "Girls Can't Do What the Guys Do", el cual llegó al top40. En 1968 grabó su álbum de debut My first time around.
Para volver a conseguir un nuevo hit tuvo que esperar hasta 1972 y el sencillo "Clean Up Woman", escrito por Clarence Reid y Willie Clark, que alcanzó el segundo puesto en las listas de R&B y el sexto en las de pop. Con esta canción obtuvo su primera nominación a los premios Grammy, en la categoría de mejor interpretación vocal de R&B femenina. En 1974 recibió un Grammy por el tema "Where Is the Love?", en la categoría de mejor canción R&B. El resto de la década editó varios álbumes de los que destacan "Danger High Voltage" (que contenía los sencillos "Shoorah! Shoorah!", "Where Is the Love?" y "Tonight Is the Night") y el editado en 1978 "Betty Wright Live". En 1981 colaboró junto a Stevie Wonder en el tema "What Are You Gonna Do With It?", que se convirtió en un notable éxito en su tiempo. Las décadas de los 80s y 90s continúo su trabajo como solista, a la vez de colaborar en televisión y sobre todo haciendo segundas voces a artistas como Erykah Badu, Regina Belle, David Byrne, Jimmy Cliff, Gloria Estefan, Inner Circle, Millie Jackson, Jennifer López, Johnny Mathis, etc. En 2001 y tras largo tiempo editó "Fit for a king".  Su trabajo se basó en la producción musical y la colaboración en segundo plano con muchos artistas. Descubrió a una de las jóvenes estrellas del soul, Joss Stone.[cita requerida]
Falleció de cáncer a los sesenta y seis años el 10 de mayo de 2020, en Miami.

## Discografía
| Año  | Título                               | Discográfica |
| ---- | ------------------------------------ | ------------ |
| 1968 | My First Time Around                 | Atco         |
| 1972 | I Love the Way You Love Me           | Alston       |
| 1973 | Hard to stop                         | Alston       |
| 1975 | Danger High Voltage                  | Alston       |
| 1976 | Explosión                            | Alston       |
| 1977 | This Time It's Real                  | Alston       |
| 1978 | Betty Wright Live                    | Rhino        |
| 1979 | Betty travelin' in the Wright Circle | Alston       |
| 1981 | Betty Wright                         | Epic         |
| 1983 | Back at You                          | Epic         |
| 1987 | Sevens                               | Fantasy      |
| 1988 | Mother wit                           | Vision       |
| 1989 | 4U2Njoy                              | Vision       |
| 1990 | Passion & compassion                 | Vision       |
| 1993 | B-Attitudes                          | Solar        |
| 1995 | Distant lover                        | Ms. B        |
| 1995 | Hard times dance                     | Black Tiger  |
| 2001 | Fit fot a king                       | Vision       |

## Premios
| Año  | Título             | Categoría         | Género |
| ---- | ------------------ | ----------------- | ------ |
| 1975 | Where is the love? | Mejor canción R&B | R&B    |